# Rhogeessa hussoni
Rhogeessa hussoni là một loài động vật có vú trong họ Dơi muỗi, bộ Dơi. Loài này được Genoways & Baker miêu tả năm 1996.